# Kotovski (film, 1942)
Pour plus de détails, voir Fiche technique et Distribution.
Kotovski (en russe : Котовский) est un film soviétique réalisé par Alexandre Feinzimmer, sorti en 1942.

## Synopsis
Biographie romancée du légendaire héro de la guerre civile, le commandant Grigori Kotovski. Il s'évade de prison à six reprises, sera condamné à mort avant de s'évader à nouveau. Sa célèbre brigade de cavalerie combat près de Kiev et de Bila Tserkva, près de Mykolaïv et d'Odessa et ne connait pas la défaite.

## Distribution
- Nikolai Mordvinov : Grigori Kotovski
- Vassili Vanine : Kharitonov
- Nikolaï Krioutchkov : Kabaniuk
- Vera Maretskaïa : Olga, médecin
- Mikhaïl Astangov : prince Karakozen
- Konstantin Sorokine : ordonnance
- Vladimir Popov : laquais de Karakozen
- Boris Andreïev : étudiant
- Oscar Strok : pianiste

## Fiche technique
- Titre : Kotovski
- Réalisation : Alexandre Feinzimmer
- Second réalisation : Dmitri Vassiliev
- Scénario : Alexeï Kapler
- Photographie : Mikhaïl Guindine
- Musique : Sergueï Prokofiev
- Décors : Piotr Yakimov
- Montage : Stera Gorakova
- Son : Valeri Popov
- Effets spéciaux : Boris Aretskiy
- Production : Studio de cinéma Central des longs métrages
- Pays : URSS
- Genre : Film d'aventures, film biographique
- Durée : 72 minutes
- Format : noir et blanc - Mono
- Année de sortie : 1942